# رئيس طهاة
كبير الطهاة أو رئيس الطهاة (بالإنجليزية: Chief cook)‏، هو عضو في الطاقم مستقل ليس لديه رخصة بحار يعمل في قسم مهن البحارة والرتب في سفينة تجارية.
كبير الطهاة يوجه ويشارك في إعداد وتقديم الوجبات؛ ويحدد توقيت وتسلسل العمليات المطلوبة لتلبية أوقات الخدمة؛ يتفقد المطبخ والمعدات اللازمة للنظافة؛ ويشرف على التخزين السليم وإعداد الطعام. قد يخطط الطهي أو يساعد في تخطيط الوجبات وجرد المخازن والمعدات.
قد تتداخل واجبات كبير الطهاة مع واجبات مساعد المضيف [الإنجليزية]، والمضيف الرئيسي [الإنجليزية]، وأعضاء طاقم إدارة المضيف الآخرين.
في البحرية التجارية الأمريكية، يجب أن يكون لدى الشخص وثيقة تاجر مارينر صادرة عن خفر سواحل الولايات المتحدة الأمريكية، لكي يتم شغل منصب كبير الطهاة. تم توثيق جميع الطهاة الرئيسيين الذين يبحرون دوليًا بالمثل من قبل بلدانهم؛ بسبب الاتفاقيات والاتفاقيات الدولية.

## روابط خارجية
- United States Coast Guard Merchant Mariner Licensing and Documentation web site
- International Labour Organization (5 ديسمبر 2000). "Ship Cook, Merchant Marine". International Hazard Datasheets on Occupation. مؤرشف من الأصل في 2009-02-26. اطلع عليه بتاريخ 2007-05-26.